# Iron Eyes Cody

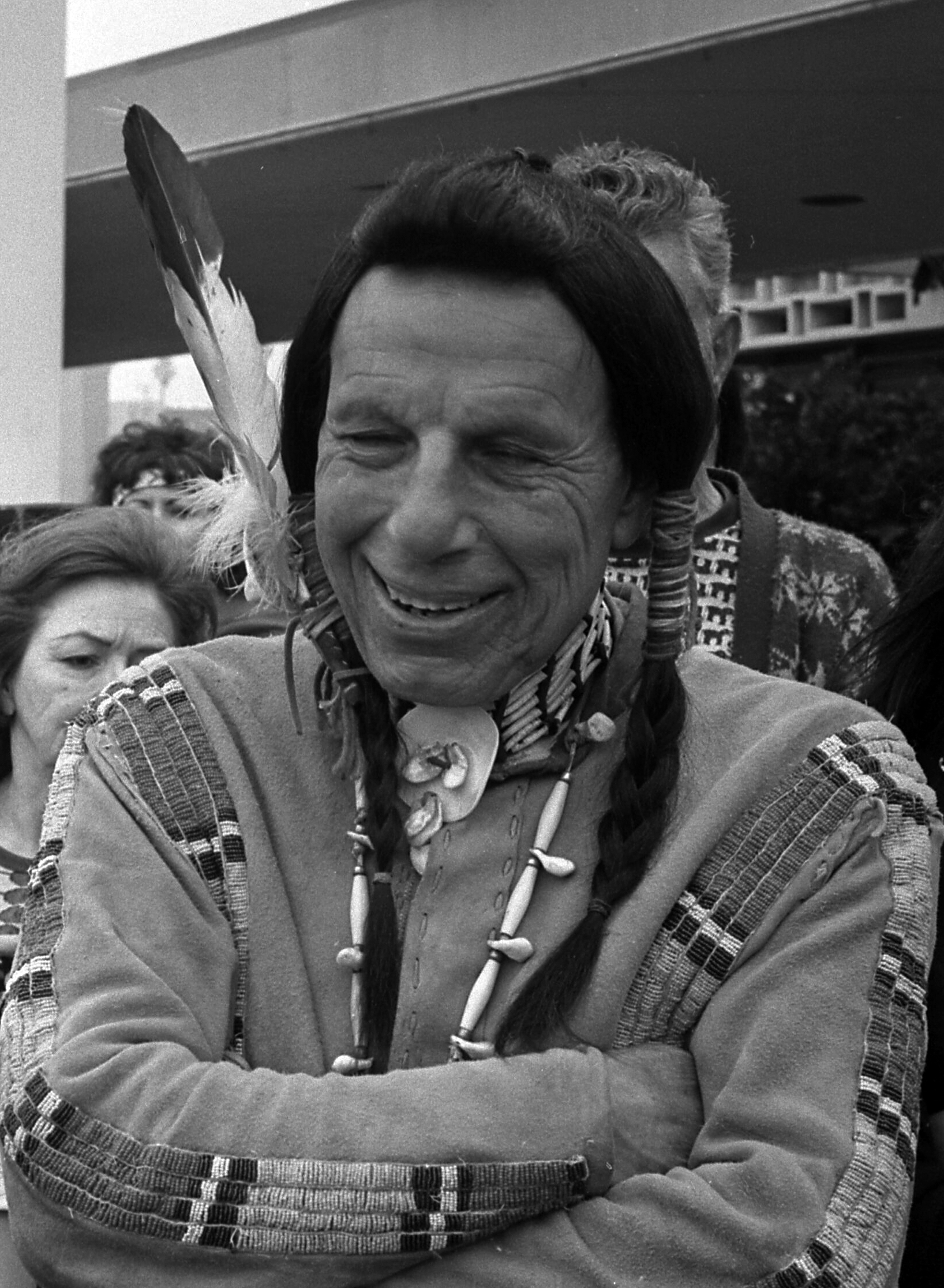
Iron Eyes Cody (1977)

Iron Eyes Cody (eigentlich Espero Oscar de Corti, * 3. April 1904 in Kaplan, Louisiana; † 4. Januar 1999 in Los Angeles, Kalifornien) war ein US-amerikanischer Schauspieler.

## Leben
Eyes Cody war der Sohn italienischer Einwanderer und ging 1924 nach Kalifornien, wo er seinen Familiennamen in „Cody“ änderte und als Stuntman und Schauspieler arbeitete, während er nach indianischer Art lebte. Er wirkte in über 200 Filmen mit (fast ausschließlich Western wie beispielsweise Der große Treck und Ein Mann, den sie Pferd nannten) und war einer der „Vorzeige-Indianer“ Hollywoods. Verheiratet war Cody mit der Cree-Indianerin Bertha Eyes Parker, mit der er zwei indianische Söhne adoptierte. 
Als Werbeträger für einen sanften Umgang mit der Natur war er in der „Crying Indian“ Kampagne von Keep America Beautiful in den 1970er Jahren überaus erfolgreich. 1995 wurde er von der „Native Community“ in Hollywood für seine Verdienste ausgezeichnet.

## Filmografie (Auswahl)
- 1926: Der scharlachrote Buchstabe (The Scarlet Letter)
- 1928: Die Teufel der Nordsee (The Viking)
- 1932: Mord in der Rue Morgue (Murders in the Rue Morgue)
- 1939: Union Pacific (Union Pacific)
- 1940: Rote Teufel um Kit Carson (Kit Carson)
- 1941: This Woman Is Mine
- 1942: Klondike Fury
- 1946: Karten, Kugeln, Banditen (Plainsman and the Lady)
- 1947: Die Unbesiegten (Unconquered)
- 1947: Der Senator war indiskret (The Senator Was Indiscreet)
- 1947: Verwegene Männer im Sattel (The Last Round-Up)
- 1948: Nacht in der Prärie (Blood on the Moon)
- 1948: Abenteuer im Wilden Westen (The Dude Goes West)
- 1948: Die rauhen Reiter der furchtlosen Legion (The Gallant Legion)
- 1949: Zweikampf am Red River (Massacre River)
- 1950: Auf dem Kriegspfad (Davy Crockett, Indian Scout)
- 1950: Auf Winnetous Spuren (The Iroquois Trail)
- 1950: In der Hölle von Missouri (California Passage)
- 1951: Der Revolvermann (The Redhead and the Cowboy)
- 1951: Sein letzter Verrat (The Last Outpost)
- 1951: Keine Gnade für Jonny T. (Fort Defiance)
- 1952: Die Hölle der roten Berge (Red Mountain)
- 1952: Bleichgesicht Junior (Son of Paleface)
- 1952: Die Schönste von Montana (Montana Belle)
- 1954: Das letzte Gefecht (Sitting Bull)
- 1956: Die Karawane der Furchtlosen (Westward Ho the Wagons!)
- 1965: Entscheidung am Big Horn (The Great Sioux Massacre)
- 1969: Ein Mann, den sie Pferd nannten (A Man Called Horse)
- 1970: El Condor
- 1977: Grauadler (Grayeagle)
- 1986: Das A-Team (The A-Team; Fernsehserie, eine Folge)
- 1987: Chaos im Camp (Ernest Goes to Camp)
- 1990: The Class of ’76